# Conversations entre amis
Pour la série télévisée, voir Conversations with Friends.
Conversations entre amis (titre original anglais : Conversations with Friends) est premier roman de Sally Rooney publié en 2017, à propos de deux jeunes femmes qui s'engagent avec un couple plus âgé dans la scène littéraire de Dublin.
Une adaptation télévisée bien accueillie a été diffusée à partir de mai 2022. La traduction française sort le 5 septembre 2019 aux éditions de l'Olivier.